# Parque de Los Fundadores
El Parque de Los Fundadores es considerado el más emblemático de la ciudad de Armenia en el departamento del Quindío. En este lugar reposan los restos del fundador de la ciudad, Jesús María Ocampo y los de su esposa. El parque fue construido en 1963 en un terreno remanente entre las carreras 14 y 13 en el entonces norte de Armenia. Allí se posesionó el primer gobernador del Quindío, Ancizar López, en el recién creado departamento en 1966. Es un parque lineal que tiene la forma del mapa de Armenia de la década de los 60. 
En la actualidad hace parte del centro médico de la ciudad, a su alrededor se ubican la mayoría de entidades y empresas del sector de la salud como clínicas; centros médicos especializados; laboratorios clínicos; centros de radiología; consultorios médicos; odontologías; tiendas ortopédicas; clínicas estéticas; farmacias; entre otros. En la parte norte está el Tronco del Amor. 